# Eugenio Goglio
Eugenio Goglio (Piazza Brembana, 14 marzo 1865 – 31 marzo 1926) è stato un fotografo italiano.

## Biografia
Figlio di Isacco Goglio e Olimpia Martinelli, nacque a Piazza Brembana e per le sue predisposizioni artistiche venne mandato dalla famiglia, negli anni dal 1883 al 1888, a Milano per frequentare la Scuola Superiore d'Arte applicata all'industria. Successivamente si diplomò all'Accademia di Brera, dimostrando nei brevi ritorni al paese in val Brembana l'interesse alla fotografia. 
Durante gli anni di studio, frequentò l'ambiente artistico della Scapigliatura milanese venendo a contatto con artisti come Albera Francesco Antonio Leopoldo suo grande amico.
Nel 1892 la prematura morte del padre lo vide costretto a far ritorno al paese d'origine per aiutare la madre, che lavorava all'ufficio postale, al mantenimento della famiglia. L'abbandono della professione artistica sarà il suo eterno rimpianto, anche se nel paese le sue abilità artistiche venne utili per il rinnovo delle decorazioni di alcune chiese. Il Goglio si dilettava anche nella scultura del legno e nell'intaglio di mobilio d'arredo.
Nel 1895 sposò Anna Maria Lorna dalla quale ebbe sette figli; rimasto poi vedovo, sposò in seconde nozze la cognata Angela dalla quale ebbe altri quattro figli. Solo nel 1898 iniziò la carriera di fotografo ambulante girando la val Brembana e allestendo uno studio fotografico, lasciandoci testimonianza dei luoghi e delle famiglie nei primi anni del Novecento. Aveva attrezzatura leggera che portava sempre con sé durante i suoi viaggi dentro la valle, riteneva infatti che ogni angolo poteva portare a una bella fotografia. Anche le cerimonie civili e religiose erano per lui il modo migliore di testimoniare le caratteristiche della sua valle e della sua gente. 
Dal 1912 al 1920 partecipò alla vita politica cittadina con l'incarico di assessore; morì nel 1926 di infezione polmonare a 61 anni.

## Le mostre
Il Goglio visse la sua vita senza che vi fosse stato verso il suo lavoro professionale particolare attenzione, ma dopo la morte il periodico L'alta Valle Brembana pubblicò il necrologio intitolandolo La scomparsa di un artista.
Nel 1976, a cinquant'anni della sua morte, la biblioteca civica di Piazza Brembana con la nipote Oldrati Goglio, allestì una mostra retrospettiva esponendo alcune delle sue migliori fotografie.
Nel 1979 fu pubblicato un volume della collana I Fotolibri editi da Longanesi casa editrice milanese intitolato Una Valle e il suo popolo, volume curato da Eugenio Guglielmi e dalla nipote, dal quale si desume che nel piccolo cortile della sua casa, avesse allestito un piccolo studio con fondali scenografici da lui dipinti dove montava e ritoccava le foto.
Nel 1980 fu la Provincia di Bergamo ad organizzare una mostra fotografica nel Centro Culturale san Bartolomeo, riprendendo il titolo del volume edito da Longanesi. La mostra ebbe un ottimo successo, venne infatti definito il Mago dell'obiettivo  e lo Scompigliato della Valle Brembana. L'anno successivo la provincia comprò la Fondazione Eugenio Goglio dalla nipote Dolore Oldrati Goglio composta da 3092 lastre in vetro e dalle corrispondenti ristampa delle fotografie. Nel 2002 le immagini vennero inventariete, catalogare e restaurate per poter essere una testimonianza dei primi '900. La maggioranza rappresenta famiglie in festa e nella vita lavorativa, durante le processioni, le prime auto e soldati nella divisa della prima guerra mondiale.